# Мона Лиза
«Мо́на Ли́за», или «Джоко́нда» (итал. Mona Lisa, La Gioconda, полное название — «Портре́т госпожи́ Ли́зы дель Джоко́ндо», итал. Ritratto di Monna Lisa del Giocondo) — картина Леонардо да Винчи, одно из самых известных произведений живописи. Точная дата написания неизвестна (по некоторым сведениям, написана между 1503 и 1505 годами). Ныне хранится в Лувре. Считается, что на картине изображена Лиза Герардини, супруга флорентийского торговца шёлком Франческо дель Джокондо.

## История создания картины
Ещё первые итальянские биографы Леонардо да Винчи писали о месте, которое занимала эта картина в творчестве художника. От работы над «Моной Лизой» Леонардо не уклонялся — как это было со многими другими заказами, а, наоборот, отдавался ей с какой-то страстью. Ей было посвящено всё время, остававшееся у него от работы над «Битвой при Ангиари». Он потратил на него значительное время и, покидая Италию в зрелом возрасте, увёз с собой во Францию в числе некоторых других избранных картин. Да Винчи испытывал особенную привязанность к этому портрету, а также много размышлял во время процесса его создания, в «Трактате о живописи» и в тех заметках о технике живописи, которые не вошли в него, можно найти множество указаний, с несомненностью относящихся к «Джоконде».

### Сообщение Вазари
В 1550 году, 31 год спустя после смерти Леонардо да Винчи, Джорджо Вазари (1511—1574), автор биографий итальянских художников, писал, что Мона Лиза (сокращение от мадонна Лиза) была женой флорентийца по имени Франческо дель Джокондо (итал. Francesco del Giocondo) и Леонардо, потратив на её портрет 4 года, всё же оставил его неоконченным.

Взялся Леонардо выполнить для Франческо дель Джокондо портрет моны Лизы, жены его, и, потрудившись над ним четыре года, оставил его недовершённым. Это произведение находится ныне у французского короля в Фонтенбло.
Это изображение всякому, кто хотел бы видеть, до какой степени искусство может подражать природе, даёт возможность постичь это наилегчайшим образом, ибо в нём воспроизведены все мельчайшие подробности, какие только может передать тонкость живописи. Поэтому глаза имеют тот блеск и ту влажность, какие обычно видны у живого человека, а вокруг них переданы все те красноватые отсветы и волоски, которые поддаются изображению лишь при величайшей тонкости мастерства. Ресницы, сделанные наподобие того как действительно растут на теле волосы, где гуще, а где реже, и расположенные соответственно порам кожи, не могли бы быть изображены с большей естественностью. Нос со своими прелестными отверстиями, розоватыми и нежными, кажется живым. Рот, слегка приоткрытый, с краями, соединёнными алостью губ, с телесностью своего вида, кажется не красками, а настоящей плотью. В углублении шеи при внимательном взгляде можно видеть биение пульса. И поистине можно сказать, что это произведение было написано так, что повергает в смятение и страх любого самонадеянного художника, кто бы он ни был.
Между прочим, Леонардо прибег к следующему приёму: так как Мона Лиза была очень красива, то во время писания портрета он держал людей, которые играли на лире или пели, и тут постоянно были шуты, поддерживавшие в ней весёлость и удалявшие меланхолию, которую обычно сообщает живопись выполняемым портретам. У Леонардо же в этом произведении улыбка дана столь приятной, что кажется, будто бы созерцаешь скорее божественное, нежели человеческое существо; самый же портрет почитается произведением необычайным, ибо и сама жизнь не могла бы быть иной.

Скорее всего, Вазари просто добавил историю о шутах для развлечения читателей. Текст Вазари также содержит точное описание бровей, отсутствующих на картине. Эта неточность могла возникнуть только в том случае, если автор описывал картину по памяти или же по рассказам других. Алексей Дживелегов пишет, что указание Вазари на то, что «работа над портретом продолжалась четыре года, явно преувеличено: Леонардо не пробыл во Флоренции столько времени после возвращения от Цезаря Борджа, а если бы он начал писать портрет до отъезда к Цезарю, Вазари, наверное, сказал бы, что он писал его пять лет». Также учёный пишет об ошибочном указании на неоконченность портрета — «портрет, несомненно, писался долго и был доведён до конца, что бы ни говорил Вазари, который в своей биографии Леонардо стилизовал его как художника, принципиально не умеющего окончить ни одну крупную работу. И не только был закончен, но и является одной из наиболее тщательно отделанных вещей Леонардо».
Интересен факт, что в своём описании Вазари восхищается талантом Леонардо передавать физические феномены, а не сходством между моделью и картиной. Кажется, именно эта «физическая» особенность шедевра оставила глубокое впечатление у посетителей ателье художника и дошла до Вазари почти пятьдесят лет спустя.
Картина была хорошо известна среди любителей искусства, хотя Леонардо уехал из Италии во Францию в 1516 году, взяв картину с собой. Согласно итальянским источникам она с тех пор находилась в коллекции французского короля Франциска I, однако остаётся неясным, когда и как она была им приобретена и почему Леонардо не вернул её заказчику.

### Прочее
Возможно, художник действительно не закончил картину во Флоренции, а взял её с собой при отъезде в 1516 году и наложил последний мазок в отсутствие свидетелей, которые могли бы рассказать об этом Вазари. В таком случае, он закончил её незадолго до своей смерти в 1519 году. (Во Франции он жил в Кло-Люсе, неподалёку от королевского замка Амбуаз).
В 1517 году кардинал Луиджи Арагонский посетил Леонардо в его французской мастерской. Описание этого визита было сделано секретарём кардинала Антонио де Беатисом: «10 октября 1517 года монсеньор и иже с ним посетили в одной из отдалённых частей Амбуаза мессира Леонардо да Винчи, флорентийца, седобородого старца, которому более семидесяти лет, — самого превосходного художника нашего времени. Он показал его превосходительству три картины: одну с изображением флорентийской дамы, писанную с натуры по просьбе брата Лоренцо Великолепного Джулиано Медичи, другую — святой Иоанн Креститель в молодости и третью — Святая Анна с Марией и младенцем Христом; все в высшей степени прекрасные. От самого мастера, в связи с тем, что у него в то время была парализована правая рука, уже нельзя было ожидать новых хороших работ». По мнению части исследователей, под «некой флорентийской дамой» подразумевается «Мона Лиза». Возможно, однако, что это был другой портрет, от которого не сохранилось ни свидетельств, ни копий, вследствие чего Джулиано Медичи не мог иметь никакого отношения к «Моне Лизе».

### Проблема идентификации модели
Вазари, родившийся в 1511 году, никак не мог увидеть Джоконду своими глазами и был вынужден сослаться на информацию, данную анонимным автором первой биографии Леонардо. Именно он и пишет о торговце шелками Франческо Джокондо, заказавшем у художника портрет своей третьей жены. Несмотря на слова этого анонимного современника, многие исследователи сомневались в возможности того, что «Мона Лиза» была написана во Флоренции (1500—1505), так как утончённая техника может указывать на более позднее создание картины. Приводился также довод, что в это время Леонардо был настолько занят работой над «Битвой при Ангиари», что даже отказал маркизе мантуанской Изабелле д’Эсте принять её заказ (впрочем, с этой дамой его связывали очень сложные отношения).
Франческо дель Джокондо, видный флорентийский пополан, в тридцатипятилетнем возрасте в 1495 году женился в третий раз на молодой неаполитанке из знатной семьи Герардини — Лизе Герардини, полное имя — Лиза ди Антонио Мариа ди Нольдо Герардини (15 июня 1479 — 15 июля 1542, или около 1551).
Хотя сведения о личности женщины даёт Вазари, по поводу неё до сих пор долгое время оставалась неопределённость и высказывалось множество версий:
- Катерина Сфорца, незаконная дочь миланского герцога Галеаццо Сфорца.
- Изабелла Арагонская, герцогиня Миланская.
- Чечилия Галлерани (модель другого портрета художника — «Дамы с горностаем»).
- Констанца д’Авалос, которая также имела прозвище «Весёлая», то есть La Gioconda по-итальянски. Вентури в 1925 году предположил, что «Джоконда» — портрет герцогини Костанцы д´Авалос, вдовы Федериго дель Бальцо, воспетой в маленькой поэме Энео Ирпино, упоминающем и о её портрете, написанном Леонардо. Костанца была любовницей Джулиано Медичи.
- Пачифика Брандано (Pacifica Brandano) — другая любовница Джулиано Медичи, мать кардинала Ипполито Медичи (По версии Роберто Заппери, портрет Пачифики был заказан Джулиано Медичи для узаконенного им позже внебрачного сына, жаждавшего увидеть мать, которая к этому времени уже умерла. При этом, по мнению искусствоведа, заказчик, по обыкновению, оставил за Леонардо полную свободу действий)[5].
- Изабела Галанда (Isabela Gualanda).
- Просто идеальная женщина.
- Юноша в женском одеянии (например, Салаи, возлюбленный Леонардо).
- Автопортрет самого Леонардо да Винчи.
- Ретроспективный портрет матери художника Катерины (1427—1495) (предложена Фрейдом, затем у Serge Bramly, Rina de' Firenze, Roni Kempler[6] и др.).

Тем не менее, версия о соответствии общепринятого названия картины личности модели в 2005 году, как считается, нашла окончательное подтверждение. Учёные из Гейдельбергского университета изучили заметки на полях фолианта, владельцем которого был флорентийский чиновник, личный знакомый художника Агостино Веспуччи. В записках на полях книги он сравнивает Леонардо со знаменитым древнегреческим живописцем Апеллесом и отмечает, что «сейчас да Винчи работает над тремя картинами, одна из которых — портрет Лизы Герардини». Таким образом, Мона Лиза действительно оказалась женой флорентийского торговца Франческо дель Джокондо — Лизой Герардини. Картина, как доказывают в этом случае учёные, была заказана Леонардо для нового дома молодой семьи и в ознаменование рождения их второго сына, названного Андреа.
- Работа последователя Леонардо — изображение святой. Возможно, в её облике запечатлена Изабелла Арагонская, герцогиня Миланская, одна из кандидаток на роль Моны Лизы
- Пометка на полях доказала правильность идентификации личности модели Моны Лизы
- Портрет Салаи — ученика, возлюбленного, наследника художника и первого владельца «Джоконды» (работы неизвестного художника круга Леонардо)
- Согласно одной из выдвигавшихся версий, «Мона Лиза» — автопортрет художника

## Картина

### Описание
На картине прямоугольного формата изображена женщина в тёмной одежде, обернувшаяся вполоборота. Она сидит в кресле, сложив руки вместе, оперев одну руку на его подлокотник, а другую положив сверху, повернувшись в кресле почти лицом к зрителю. Разделённые пробором, гладко и плоско лежащие волосы, видные сквозь накинутую на них прозрачную вуаль (по некоторым предположениям — атрибут вдовства), падают на плечи двумя негустыми, слегка волнистыми прядями. Зелёное платье в тонких сборках, с жёлтыми рукавами в складках, вырезано на белой невысокой груди. Голова слегка повёрнута.
Искусствовед Борис Виппер, описывая картину, указывает, что в лице Моны Лизы заметны следы моды кватроченто: у неё выбриты брови и волосы на верхушке лба.
Нижний край картины обрезает вторую половину её тела, таким образом, портрет является практически поясным. Кресло, в котором сидит модель, стоит на балконе либо на лоджии, линия парапета которой видна позади её локтей. Считается, что раньше картина могла быть шире и вмещать две боковые колонны лоджии, от которых в данный момент остались две базы колонн, чьи фрагменты видны по краям парапета.
Лоджия выходит на пустынную дикую местность с извилистыми потоками и озером, окружённым снежными горами, которая простирается к высоко поднятой линии горизонта позади фигуры. «Мона Лиза представлена сидящей в кресле на фоне пейзажа, и уже само сопоставление её сильно приближённой к зрителю фигуры с видимым издалека, как бы огромной горы, ландшафтом сообщает образу необыкновенное величие. Этому же впечатлению содействует контраст повышенной пластической осязательности фигуры и её плавного, обобщённого силуэта с уходящим в туманную даль, похожим на видение пейзажем с причудливыми скалами и вьющимися среди них водными протоками».

#### Композиция
Портрет Джоконды является одним из лучших образцов портретного жанра итальянского Высокого Ренессанса.
Борис Виппер пишет, что, несмотря на следы кватроченто, «своей одеждой с небольшим вырезом на груди и с рукавами в свободных складках, точно так же, как прямой позой, лёгким поворотом тела и мягким жестом рук Мона Лиза всецело принадлежит эпохе классического стиля». Михаил Алпатов указывает, что «Джоконда превосходно вписана в строго пропорциональный прямоугольник, полуфигура её образует нечто целое, сложенные руки придают её образу завершённость. Теперь, конечно, не могло быть и речи о причудливых завитках раннего „Благовещения“. Впрочем, как ни смягчены все контуры, волнистая прядь волос Джоконды созвучна прозрачной вуали, а брошенная через плечо свесившаяся ткань находит себе отзвук в плавных извивах далёкой дороги. Во всём этом Леонардо проявляет своё умение творить согласно законам ритма и гармонии».

#### Современное состояние
«Мона Лиза» очень потемнела, что считается результатом свойственного её автору тяготения к экспериментам с красками, из-за которого фреска «Тайная вечеря» вообще практически погибла. Современники художника, тем не менее, успели выразить свои восторги не только по поводу композиции, рисунка и игры светотени — но и относительно колорита произведения. Предполагается, например, что изначально рукава её платья могли быть красными — как это видно из копии картины из Прадо.
Современное состояние картины достаточно плохое, из-за чего сотрудники Лувра объявили, что больше не будут отдавать её на выставки: «На картине образовались трещины, а одна из них останавливается в считанных миллиметрах над головой Моны Лизы».

### Анализ

#### Техника
Как отмечает Дживелегов, ко времени создания «Моны Лизы» мастерство Леонардо «уже вступило в фазу такой зрелости, когда поставлены и решены все формальные задачи композиционного и иного характера, когда Леонардо начинало казаться, что только последние, самые трудные задачи художественной техники заслуживают того, чтобы ими заняться. И когда он в лице моны Лизы нашёл модель, удовлетворявшую его запросам, он попробовал решить некоторые из самых высоких и трудных задач живописной техники, ещё им не решённых. Он хотел при помощи приёмов, уже выработанных и испробованных им раньше, особенно при помощи своего знаменитого sfumato, дававшего и раньше необыкновенные эффекты, сделать больше, чем он делал раньше: создать живое лицо живого человека и так воспроизвести черты и выражение этого лица, чтобы ими был раскрыт до конца внутренний мир человека».

Борис Виппер задаётся вопросом, «какими средствами достигнута эта одухотворённость, эта не умирающая искра сознания в образе Моны Лизы, то следует назвать два главных средства. Одно — это чудесное леонардовское сфумато. Недаром Леонардо любил говорить, что „моделировка — душа живописи“. Именно сфумато создаёт влажный взгляд Джоконды, лёгкую, как ветер, её улыбку, ни с чем не сравнимую ласкающую мягкость прикосновения рук». Сфумато — это едва уловимая дымка, окутывающая лицо и фигуру, смягчающая контуры и тени. Леонардо рекомендовал для этой цели помещать между источником света и телами, как он выражается, «некий род тумана».
Ротенберг пишет, что «Леонардо сумел внести в своё создание ту степень обобщения, которая позволяет рассматривать его как образ ренессансного человека в целом. Эта высокая мера обобщения сказывается во всех элементах изобразительного языка картины, в её отдельных мотивах — в том, как лёгкая, прозрачная вуаль, охватывая голову и плечи Моны Лизы, объединяет тщательно выписанные пряди волос и мелкие складки платья в общий плавный контур; она ощутима в ни с чем не сравнимой по нежной мягкости моделировке лица (на котором по моде того времени удалены брови) и прекрасных холёных рук».
Алпатов добавляет, что «в мягко тающей дымке, окутывающей лицо и фигуру, Леонардо удалось дать почувствовать беспредельную изменчивость человеческой мимики. Хотя глаза Джоконды внимательно и спокойно смотрят на зрителя, благодаря затенённости её глазных впадин можно подумать, будто они чуть хмурятся; губы её сжаты, но около их уголков намечаются едва уловимые тени, которые заставляют поверить, что каждую минуту они разомкнутся, улыбнутся, заговорят. Самый контраст между пристальным взглядом и полуулыбкой на устах даёт понятие о противоречивости её переживаний. (…) Леонардо трудился над ней несколько лет, добиваясь того, чтобы в картине не осталось ни одного резкого мазка, ни одного угловатого контура; и хотя края предметов в ней ясно ощутимы, все они растворяются в тончайших переходах от полутеней к полусветам».

#### Пейзаж
Искусствоведы подчёркивают органичность, с которой художник соединил портретную характеристику личности с пейзажем, полным особенного настроения, и насколько сильно это увеличило достоинства портрета.
Виппер считает пейзаж вторым средством, которое создаёт одухотворённость картины: «Второе средство — это отношение между фигурой и фоном. Фантастический, скалистый, словно увиденный сквозь морскую воду пейзаж на портрете Моны Лизы обладает какой-то другой реальностью, чем сама её фигура. У Моны Лизы — реальность жизни, у пейзажа — реальность сна. Благодаря этому контрасту Мона Лиза кажется такой невероятно близкой и ощутимой, а пейзаж мы воспринимаем как излучение её собственной мечты».
Исследователь ренессансного искусства Виктор Гращенков пишет о том, что Леонардо, в том числе благодаря пейзажу, удалось создать не портрет конкретной личности, а универсальный образ: «В этой загадочной картине он создал нечто большее, чем портретное изображение никому не ведомой флорентинки Моны Лизы, третьей жены Франческо дель Джокондо. Внешний облик и душевный строй конкретной личности переданы им с небывалой синтетичностью. Этому имперсональному психологизму отвечает космическая отвлечённость пейзажа, почти полностью лишённого каких-либо признаков человеческого присутствия. В дымчатой светотени не только смягчаются все очертания фигуры и пейзажа и все цветовые тона. В почти неуловимых глазом тончайших переходах от света к тени, в вибрации леонардовского „сфумато“ до предела смягчается, тает и готова исчезнуть всякая определённость индивидуальности и её психологического состояния. (…) „Джоконда“ — не портрет. Это — зримый символ самой жизни человека и природы, соединённых в одно целое и представленных отвлечённо от своей индивидуально-конкретной формы. Но за еле заметным движением, которое, как лёгкая рябь, пробегает по неподвижной поверхности этого гармонического мира, угадывается всё богатство возможностей физического и духовного бытия».
«Мона Лиза» выдержана в золотисто-коричневых и рыжеватых тонах первого плана и изумрудно-зелёных тонах дали. «Прозрачные, как стекло, краски образуют сплав, словно созданный не рукой человека, но той внутренней силой материи, которая из раствора рождает совершённые по форме кристаллы». Как многие работы Леонардо, это произведение потемнело от времени, и его цветовые соотношения несколько изменились, однако и сейчас отчётливо воспринимаются продуманные сопоставления в тонах карнации и одежды и их общий контраст с голубовато-зелёным, «подводным» тоном пейзажа.

#### Улыбка Джоконды
Улыбка Моны Лизы является одной из самых знаменитых загадок картины. Эта лёгкая блуждающая улыбка встречается во многих произведениях как самого мастера, так и у леонардесков, но именно в «Моне Лизе» она достигла своего совершенства.
Первым это определение (или даже литературный штамп) ввёл писатель-романтик Теофиль Готье лишь в 1855 году. Он «…сделал главное — он придумал загадочную улыбку Джоконды. До него никто не видел в ней никакой тайны. Вазари, например, называл улыбку Моны Лизы всего лишь „приятной“. Готье представил улыбку Джоконды как главное оружие женщины-вамп, в которую опасно влюбляться, но не влюбиться нельзя». Готье писал:

Джоконда! Это слово немедленно вызывает в памяти сфинкса красоты, который так загадочно улыбается с картины Леонардо… Опасно попасть под обаяние этого призрака… Её улыбка обещает неизвестные наслаждения, она так божественно иронична… Если бы Дон Жуан встретил Джоконду, он бы узнал в ней все три тысячи женщин из своего списка…

После Готье, пишет искусствовед Г. Козлов, загадочная улыбка превратилась для публики в главное достоинство «Джоконды», затмив даже авторство самого Леонардо.
Искусствоведы и историки искусства посвятили ей немало строк. Так, Гращенков пишет: «Бесконечное многообразие человеческих чувств и желаний, противоборствующих страстей и помыслов, сглаженных и слитых воедино, отзывается в гармонически бесстрастном облике Джоконды лишь неопределённостью её улыбки, едва зарождающейся и пропадающей. Это ничего не означающее мимолётное движение уголков её рта, словно отдалённое, слившееся в один звук эхо, доносит до нас из беспредельной дали красочную полифонию духовной жизни человека».
Искусствовед Ротенберг считает, что «немного найдётся во всём мировом искусстве портретов, равных „Моне Лизе“ по силе выражения человеческой личности, воплощённой в единстве характера и интеллекта. Именно необычайная интеллектуальная заряженность леонардовского портрета отличает его от портретных образов кватроченто. Эта его особенность воспринимается тем острее, что она относится к женскому портрету, в котором характер модели прежде раскрывался в совершенно иной, преимущественно лирической образной тональности. Исходящее от „Моны Лизы“ ощущение силы — это органическое сочетание внутренней собранности и чувства личной свободы, духовная гармония человека, опирающегося на его сознание собственной значительности. И сама улыбка её отнюдь не выражает превосходства или пренебрежения; она воспринимается как результат спокойной уверенности в себе и полноты самообладания».
Борис Виппер указывает, что упомянутое выше отсутствие бровей и выбритый лоб, быть может, невольно усиливает странную загадочность в выражении её лица. Далее он пишет о силе воздействия картины: «Если мы спросим себя, в чём заключается великая притягательная сила „Моны Лизы“, её действительно ни с чем не сравнимое гипнотическое воздействие, то ответ может быть только один — в её одухотворённости. В улыбку „Джоконды“ вкладывали самые хитроумные и самые противоположные интерпретации. В ней хотели читать гордость и нежность, чувственность и кокетство, жестокость и скромность. Ошибка заключалась, во-первых, в том, что искали во что бы то ни стало индивидуальных, субъективных душевных свойств в образе Моны Лизы, тогда как несомненно, что Леонардо добивался именно типической одухотворённости. Во-вторых, — и это, пожалуй, ещё важнее — одухотворённости Моны Лизы пытались приписать эмоциональное содержание, между тем как на самом деле она имеет интеллектуальные корни. Чудо Моны Лизы заключается именно в том, что она мыслит; что, находясь перед пожелтевшей, потрескавшейся доской, мы непреоборимо ощущаем присутствие существа, наделённого разумом, существа, с которым можно говорить и от которого можно ждать ответа».
Лазарев анализировал её как учёный-искусствовед: «Эта улыбка является не столько индивидуальной чертой Моны Лизы, сколько типической формулой психологического оживления, формулой, проходящей красной нитью через все юношеские образы Леонардо, формулой, которая позднее превратилась, в руках его учеников и последователей, в традиционный штамп. Подобно пропорциям леонардовских фигур, она построена на тончайших математических измерениях, на строгом учёте выразительных ценностей отдельных частей лица. И при всём том, эта улыбка абсолютно естественна, и в этом именно сила её очарования. Она отнимает у лица всё жёсткое, напряжённое, застылое, она превращает его в зеркало смутных, неопределённых душевных переживаний, в своей неуловимой лёгкости она может быть сравнена лишь с пробегающей по воде зыбью».
Её анализ привлекал внимание не только искусствоведов, но и психологов. Зигмунд Фрейд пишет: «Кто представляет картины Леонардо, у того всплывает воспоминание о странной, пленительной и загадочной улыбке, затаившейся на губах его женских образов. Улыбка, застывшая на вытянутых, трепетных губах, стала характерной для него и чаще всего называется „леонардовской“. В своеобразно прекрасном облике флорентийки Моны Лизы дель Джоконды она сильнее всего захватывает и повергает в замешательство зрителя. Эта улыбка требовала одного толкования, а нашла самые разнообразные, из которых ни одно не удовлетворяет. (…) Догадка, что в улыбке Моны Лизы соединились два различных элемента, рождалась у многих критиков. Поэтому в выражении лица прекрасной флорентийки они усматривали самое совершённое изображение антагонизма, управляющего любовной жизнью женщины, сдержанности и обольщения, жертвенной нежности и безоглядно-требовательной чувственности, поглощающей мужчину как нечто постороннее. (…) Леонардо в лице Моны Лизы удалось воспроизвести двоякий смысл её улыбки, обещание безграничной нежности и зловещей угрозы».

Особенно завораживает зрителя демоническая обворожительность этой улыбки. Сотни поэтов и писателей писали об этой женщине, которая кажется то обольстительно улыбающейся, то застывшей, холодно и бездушно смотрящей в пространство, и никто не разгадал её улыбку, никто не истолковал её мысли. Всё, даже пейзаж, таинственны, подобно сновидению, трепетны, как предгрозовое марево чувственности.
— Мутер
Философ А. Ф. Лосев пишет о ней резко негативно: …"Мона Лиза" с её «бесовской улыбочкой». «Ведь стоит только всмотреться в глаза Джоконды, как можно без труда заметить, что она, собственно говоря, совсем не улыбается. Это не улыбка, но хищная физиономия с холодными глазами и отчётливым знанием беспомощности той жертвы, которой Джоконда хочет овладеть и в которой, кроме слабости, она рассчитывает ещё на бессилие перед овладевшим ею скверным чувством».
Открыватель термина микровыражение психолог Пол Экман пишет о выражении лица Джоконды, анализируя его с точки зрения своих знаний о человеческой мимике: «два других вида [улыбок] сочетают искреннюю улыбку с характерным выражением глаз. Флиртующая улыбка, хотя при этом соблазнитель и отводит глаза в сторону от объекта своего интереса, чтобы затем вновь бросить на него лукавый взгляд, который опять же мгновенно отводится, едва лишь будет замечен. Необычность впечатления от знаменитой Моны Лизы отчасти и заключается в том, что Леонардо ловит свою натуру именно в момент этого игривого движения; повернув голову в одну сторону, она смотрит в другую — на предмет своего интереса. В жизни это выражение лица мимолётно — взгляд украдкой длится не более мгновения».

#### Место в развитии жанра
«Мона Лиза» считается одним из лучших произведений в жанре портрета, повлиявших на произведения Высокого Возрождения и опосредованно через них — на всё последующее развитие портретного жанра, которое было «должно всегда возвращаться к „Джоконде“ как к образцу недосягаемому, но обязательному».
Историки искусства отмечают, что портрет Моны Лизы стал решающим шагом на пути развития ренессансного портретного искусства. Ротенберг пишет: «хотя живописцы кватроченто оставили ряд значительных произведений этого жанра, все же их достижения в портрете были, так сказать, непропорциональны достижениям в основных живописных жанрах — в композициях на религиозную и мифологическую тематику. Неравноправие портретного жанра сказывалось уже в самой „иконографии“ портретных изображений. Собственно портретные работы XV века при всём их бесспорном физиономическом сходстве и излучаемом ими ощущении внутренней силы отличались ещё внешней и внутренней скованностью. Всё то богатство человеческих чувств и переживаний, которое характеризует библейские и мифологические образы живописцев XV века, обычно не являлось достоянием их портретных работ. Отголоски этого можно видеть в более ранних портретах самого Леонардо, созданных им в первые годы пребывания в Милане. (…) В сравнении с ними портрет Моны Лизы воспринимается как результат гигантского качественного сдвига. Впервые портретный образ по своей значимости стал на один уровень с самыми яркими образами других живописных жанров».
С ним соглашается Лазарев: «Вряд ли существует на свете какая-либо другая картина, о которой художественные критики написали бы такую бездну глупостей, как это прославленное произведение леонардовской кисти. (…) Если бы Лиза ди Антонио Мариа ди Нольдо Герардини, добродетельная матрона и жена одного из наиболее уважаемых флорентийских граждан, всё это услышала, она была бы, без сомнения, искренне удивлена. И ещё более был бы удивлён Леонардо, поставивший себе здесь гораздо более скромную и, одновременно, гораздо более трудную задачу — дать такое изображение человеческого лица, которое окончательно растворило бы в себе последние пережитки кваттрочентистской статики и психологической неподвижности. (…) И поэтому тысячу раз прав был тот художественный критик, который указал на бесполезность расшифровки этой улыбки. Её сущность заключается в том, что здесь даётся одна из первых в итальянском искусстве попыток изобразить естественное психическое состояние ради него самого, как самоцель, без каких-либо привходящих религиозно-этических мотивировок. Тем самым Леонардо сумел настолько оживить свою модель, что в сравнении с ней все более старые портреты кажутся как бы застывшими мумиями».
В своей новаторской работе Леонардо перенёс главный центр тяжести на лицо портретированной. Одновременно использовал и руки, как мощное средство психологической характеристики. Сделав портрет поколенным по формату, художник получил возможность демонстрировать более широкий диапазон изобразительных приёмов. А самым важным в образном строе портрета является — это подчинение всех частностей руководящей идее. «Голова и руки — вот несомненный центр картины, которому принесены в жертву остальные её элементы. Сказочный ландшафт как бы просвечивает сквозь морские воды, настолько он кажется далёким и неосязаемым. Его главная цель — не отвлечь внимания зрителя от лица. И эту же роль призвано выполнить одеяние, распадающееся на мельчайшие складочки. Леонардо сознательно избегает тяжёлых драпировок, которые могли бы затемнить выразительность рук и лица. Таким образом, он заставляет выступать последние с особой силой, тем большей, чем скромнее и нейтральнее ландшафт и одеяние, уподобляющиеся тихому, едва заметному аккомпанементу».
Ученики и последователи Леонардо создавали многочисленные реплики с «Моны Лизы». Некоторые из них (из коллекции Вернон, США; из коллекции Уолтер, Балтимор, США; а также некоторое время Айслвортская «Мона Лиза», Швейцария) считаются своими владельцами аутентичными, а картина в Лувре — копией. Также существует иконография «обнажённая Мона Лиза», представленная несколькими вариантами («Прекрасная Габриэль», «Монна Ванна», эрмитажная «Донна Нуда»), выполненными, видимо, ещё учениками самого художника. Большое их количество вызвало на свет недоказуемую версию, что существовал вариант обнажённой Моны Лизы, написанный самим мастером.
- «Женский портрет» Лоренцо Коста написан в 1500-06 годах — примерно в те же годы, что и «Мона Лиза», но по сравнению с ней демонстрирует удивительную косность
- Более ранний женский портрет Леонардо «Дама с горностаем», хоть и является прекрасным произведением искусства, но по своему, более простому образному строю принадлежит ещё предшествующей эпохе
- Рафаэль, «Девушка с единорогом», ок. 1505—1506, Галерея Боргезе, Рим. Этот портрет, написанный под влиянием «Моны Лизы»[3], построен по той же иконографической схеме — с балконом (ещё с колоннами) и пейзажем
- «Донна Нуда» (то есть «Обнажённая донна»). Неизвестный художник, конец XVI века, Эрмитаж

##### В искусстве XX века
Портрет неоднократно цитировался и интерпретировался в XX веке, одним из излюбленных художественных методов мастеров которого является интертекстуальность.
После того, как «Мона Лиза» обрела невероятную популярность из-за своей кражи в 1911 году (см. раздел ниже), на неё обратили внимание художники, сделав объектом экспериментов и придав дополнительный импульс её популярности. «Малевич и Дюшан противопоставили своё антиискусство эксперимента традиционному искусству со всеми его „буржуазными“ ценностями. Публика была оскорблена до глубины души, а „Мона Лиза“ прославилась ещё больше».
- Казимир Малевич в 1914 году сделал коллаж «Композиция с Моной Лизой», где дважды перечеркнул изображение её репродукции и вверху написал «Частичное затмение».
- Дадаист Марсель Дюшан в 1919 году создал знаковое для последующих произведений художников произведение «L.H.O.O.Q.», которое представляло собой репродукцию знаменитой картины с пририсованными усами. Название скрывало сальность: если быстро произнести «L.H.O.O.Q.», то по-французски получится фраза «Elle á chaud au cul» («у неё горячая задница», то есть «девушка сильно возбуждена»).
- Фернан Леже в 1930 написал «Мону Лизу с ключами».
- Рене Магритт в 1960 году создал картину «La Gioconda», где нет Моны Лизы, а есть окно.
- Сальвадор Дали в 1964 году написал «Автопортрет в образе Моны Лизы».

Мировое выставочное турне «Моны Лизы» в 1960-х способствовало глобализации её славы (см. ниже). Это отразилось и в искусстве: «Американские художники-авангардисты не стали ниспровергать „Джоконду“ с пьедестала, как когда-то их коллеги европейцы. Наоборот, Энди Уорхолл, Джаспер Джонс, Роберт Раушенберг и другие звёзды поп-арта стали эксплуатировать образ Моны Лизы так же, как другие продукты массовой культуры — от банки супа Кэмпбелл до Мерилин Монро».
- Энди Уорхол в 1963 и 1978 сделал композицию «Четыре Моны Лизы» и «Thirty Are Better Than One Andy Warhol» (1963), «Mona Lisa (Two Times)» (1980).
- Представитель фигуративного искусства Фернандо Ботеро в 1959 году написал «Mona Lisa, Age Twelve», а в 1963 году создал изображение Моны Лизы в свойственной ему манере, преувеличивающей её вес.
- Джаспер Джонс в 1968 использовал её образ для «Figure 7».
- Роберт Раушенберг в 1982 году создал «Pneumonia Lisa».
- Знаменитый граффитчик Бэнкси создал рисунок Моны Лизы, изображённой во весь рост, поворачивающейся спиной к зрителю, поднимающей подол и показывающей голую попу. Ему же принадлежит «Mona Lisa Mujaheddin» — Джоконда с гранатомётом.

См. также Копии и переосмысления Моны Лизы

## В Новое время

### Местонахождение
Ко дню своей смерти в 1525 году ассистент (и, возможно, возлюбленный) Леонардо по имени Салаи владел, судя по упоминаниям в его личных бумагах, портретом женщины под именем «Джоконда» (quadro de una dona aretata), которая была завещана ему учителем. Салаи оставил картину своим сёстрам, жившим в Милане. Остаётся загадкой, как в таком случае портрет попал из Милана обратно во Францию. Также неизвестно, кто и когда именно обрезал края картины с колоннами, которые, по мнению большинства исследователей, основывающемуся на сравнении с другими портретами, существовали в первоначальном варианте. В отличие от другой обрезанной работы Леонардо — «Портрета Джиневры Бенчи», нижняя часть которого была обрезана, так как пострадала от воды или огня, в данном случае причины были, скорее всего, композиционного характера. Существует версия, что это сделал сам Леонардо да Винчи.
Король Франциск I, как считается, купил картину у наследников Салаи (за 4000 экю) и хранил в своём замке Фонтенбло, где она оставалась до времён Людовика XIV. Последний перевёз её в Версальский дворец, а после Французской революции она оказалась в Лувре в 1793. Наполеон повесил портрет в своей спальне дворца Тюильри, затем она вернулась обратно в музей.
В 1911 году она была похищена (см. раздел ниже), спустя два года найдена в Италии и после нескольких выставок по пути была возвращена в Лувр в 1914 году.
Во время Второй мировой войны судьба картины не очень ясна, причём Лувр не стремится внести ясность в эту тайну. 27 августа 1939 года картина была упакована в специально маркированный ящик, выполненный в 1938 году из дерева, и с другими произведениями французских музеев была отправлена на хранение сначала в замок Шамбор в долине Луары. 5 июня 1940 года она была перевезена в Шовиньи на мягких носилках в машине скорой помощи, В сентябре её перевезли в Музей Энгра в Монтобане, а затем в 1942 году в Монталь. Далее три года, до возвращения в Париж 16 июня 1945 года, остаются недокументированными.
По одной из версий, она была реквизирована немцами и позже обнаружена в шахтах Альтаусзее в числе прочих шедевров, похищенных нацистами. Сохранились документы об этом: первый гласит, что команда «спасла такие бесценные предметы, как луврская „Мона Лиза“», второй, от 12 декабря 1945 года, из австрийского музея Альтаусзее, гласит, что «Мона Лиза из Парижа» была среди «80 вагонов искусства и культурных объектов со всей Европы», отправленных в шахту. Проблема состоит в том, что картины в шахтах были обнаружены 16 июня, а по документам Лувра картина в этот день уже была в Париже. Позже музей дополнил свою историю, объявив, что нацистами был похищен поздний список. Эта картина, по версии музея, была реквизирована немцами в Musées Nationaux Récupération (инв. MNR 265), после войны также попала в Лувр, и поскольку никто на неё не предъявил права, она вошла в фонд музея (и долгие годы висела в административных помещениях Лувра). Ноа Черней (Noah Charney) в своей книге «The Thefts of the Mona Lisa: On Stealing the World’s Most Famous Painting» (2011) предполагает, что версия Лувра намеренно искажает факты, и нацистам в какой-то момент под видом подлинной картины был подсунут «дублёр» якобы из Лувра, именно его и нашли в шахтах.
После Второй Мировой войны картина почти не покидала Лувр, побывав в 1963 году в США и в 1974 году в Японии. По пути из Японии во Францию картина была выставлена в музее им. А. С. Пушкина в Москве. Поездки только закрепили успех и славу картины.
С 2005 года она находится в 711-м зале Лувра, также известном как «Зал Джоконды».

### Репутация картины
«Мона Лиза» на сегодняшний день является одной из самых знаменитых картин западноевропейского искусства. Её громкая репутация связана не только с её высокими художественными достоинствами, но и с атмосферой загадочности, окружающей это произведение.

Все знают, какую неразрешимую загадку вот уже скоро четыреста лет загадывает Мона Лиза поклонникам, толпящимся перед образом её. Никогда дотоле художник не выразил сущность женственности (я привожу строки, записанные утончённым писателем, скрывающимся за псевдонимом Пьера Корле): «Нежность и скотство, стыдливость и затаённое сладострастие, великая тайна сердца, обуздывающего себя, ума рассуждающего, личность, замкнутая в себе, оставляющая другим созерцать лишь блеск её».
— Эжен Мюнц
Одна из загадок связана с глубокой привязанностью, которую автор испытывал к этому произведению. Объяснения предлагали разные, например, романтическое: Леонардо влюбился в мону Лизу и умышленно затягивал работу, чтобы подольше оставаться с ней, а она дразнила его своей загадочной улыбкой и доводила до величайших творческих экстазов. Эта версия считается просто домыслом. Дживелегов считает, эта привязанность связана с тем, что он нашёл в ней точку приложения многих из своих творческих исканий (см. раздел Техника).
Несмотря на то, что «Мона Лиза» была высоко оценена современниками художника, в дальнейшем её слава потускнела. О картине особенно не вспоминали до середины XIX века, когда художники, близкие к символистскому движению, начали восхвалять её, ассоциируя со своими идеями относительно женской загадочности. Критик Уолтер Патер в своём эссе 1867 года о да Винчи выразил своё мнение, описав фигуру на картине, как своего рода мифическое воплощение вечной женственности, которое «старше скал, меж которых оно сидит» и которое «умирало множество раз и изучило тайны загробного мира».
Дальнейший взлёт славы картины связан с её таинственным исчезновением в начале XX века и счастливым возвращением в музей несколько лет спустя, благодаря чему она не сходила со страниц газет. Искусствовед Григорий Козлов в своём исследовании «Покушение на искусство» в главе «Джоконда. Как стать звездой» подробно описывает её путь к славе на протяжении веков. Он сравнивает её славу с распространением кругов на воде от упавшего камня, и указывает, что на протяжении веков эта слава прошла несколько стадий:
- 1-й круг: художники и критики (XVI век). Современники Леонардо, занимавшиеся искусством, высоко ценили это произведение. Среди поклонников «Моны Лизы» были Рафаэль, Вазари и другие.
- 2-й круг: короли (XVI—XVIII века). Местонахождение в коллекции Франциска I Французского (который повесил её в своём любимейшем помещении — бане), затем её путешествие по королевским дворцам (Фонтенбло, Лувр, Версаль, Тюильри). Однако к XVIII веку она потемнела и была полностью забыта, но все изменила Французская революция — картину конфисковали для первого в мире публичного музея в Лувре, где её увидел Фрагонар и оценил, включив в число самых ценных картин музея. Наполеон, придя к власти, забрал её в свою спальню, что стало для неё «трамплином к славе», но став императором, через 3 года он вернул её в музей Лувра, который был назван в его честь. Однако картина была хорошо известна только знатокам и отнюдь не считалась лучшей работой художника.
- З-й круг: интеллигенция (XIX век). В Лувре «Мона Лиза» ведущее место сразу не заняла — «примадонной» музея было «Вознесение девы Марии» Мурильо (ныне в Прадо). Впервые на картине, изображающей интерьер Лувра, она появилась в 1833 году (худ. С. Морзе). Решающую роль на данном этапе сыграли писатели-романтики, которые нашли в ней идеал роковой женщины, созданный Леонардо, которому они поклонялись (Уолтер Патер, Теофиль Готье — «придумавший» улыбку, Жюль Верн — придумавший историю любви автора к модели и любовный треугольник с мужем). «Открытие» улыбки стало «открытием» картины для интеллектуалов. Изобретение фотографии способствовало распространению репродукций. «Интеллигенты викторианской эпохи стали сектой, поклонявшейся таинственной и роковой женщине, фото которой они держали на письменном столе. Слова Вальтера Патера: „Она, которая старше скал…“ — стали их паролем»[15]. Европейский бестселлер Мережковского «Воскресшие боги» о Леонардо подхватил тему.
- 4-й круг: толпа (с 1911 года). Качественный скачок славы картины связан с её кражей и возвращением (см. раздел ниже). Затем шаг сделали художники-авангардисты, избрав её объектом своих экспериментов.
- 5-й круг: век глобализации (2-я пол. XX века). Де Голль, отправив картину в 1962 году в качестве «дипломата» в США, способствовал дальнейшей славе. Жаклин Кеннеди была личной покровительницей знаменитого произведения Леонардо во время визита «Моны Лизы», и СМИ сравнивали обеих дам — Джоконду и Жаклин, называя вторую современной американо-французской Моной Лизой. Америку охватила «Джокондомания», после этого картина появилась в рекламе и стала торговой маркой. А американские художники (Уорхол, Раушенберг и т. д.) ввели её в поп-арт, как Мэрилин Монро. Во время дальнейшего турне картины, подробно освещаемого прессой, её увидели миллионы, так, в СССР в день её смотрели по 4600 человек[15]. На неё неоднократно покушались (см. раздел «Вандализм» ниже), и каждое происшествие раскручивало маховик славы ещё сильнее.

В век глобализации шедевр Леонардо стал глобальной ценностью. На неё работают все современные технологии: массовый туризм, реклама, поп-культура. (…) «Джокондиана» составила огромный раздел китча. (…) Когда-то Мона Лиза отделилась от своего портрета и зажила отдельной, литературной жизнью. В конце XX века это произошло и в массовой культуре.
— Г. Козлов

#### Кража
Мона Лиза ещё долго была бы известна только тонким знатокам изобразительного искусства, если бы не её исключительная история, которая обеспечила ей всемирную известность.
21 августа 1911 года картина была похищена работником Лувра, итальянским художником-декоратором Винченцо Перуджей (итал. Vincenzo Peruggia). Цель этого похищения не выяснена однозначно. Возможно, Перуджа хотел возвратить «Джоконду» на историческую родину, считая, что французы «похитили» её и забывая, что Леонардо сам привёз картину во Францию. Поиски, предпринятые полицией, не принесли результата. Были закрыты границы страны, музейная администрация была уволена. Поэт Гийом Аполлинер был арестован по подозрению в совершении преступления и позже освобождён. Пабло Пикассо также находился под подозрением.
Газетная шумиха крайне способствовала росту популярности картины. Козлов пишет, что безуспешная работа полиции вызывала насмешки СМИ. "…Роль главного героя в деле о краже Моны Лизы досталась не полиции, а прессе, и она щедро отплатила портрету Леонардо за возможность продемонстрировать своё растущее могущество. Кража картины стала первой по-настоящему всемирной сенсацией. Пресса (…) завораживала всех от аристократа до простолюдина бесконечными вариантами детективной истории под названием: «Кто украл „Мону Лизу“?». Иллюстрированные издания — прообраз современного телевидения — нуждались в историях с картинками, и кража «Джоконды» дала им идеальную пищу. Репортёры использовали весь «багаж» «Моны Лизы», накопленный интеллектуалами: от загадочной улыбки до любовного треугольника. «Le Petit Parisien» печатал репродукцию «Моны Лизы» на первой странице целый месяц. Джоконда стала персонажем криминальной и светской хроник вроде Соньки Золотой Ручки или королевы Виктории. Только гибель «Титаника» вытеснила сообщения о расследовании кражи «Джоконды» с первых полос газет всего мира".
Картину нашли только спустя два года в Италии — причём виной тому был сам вор, отозвавшийся на объявление в газете и предложивший продать «Джоконду» директору галереи Уффици. Предполагается, что он собирался сделать копии и выдавать их за оригинал. Перуджу, с одной стороны, хвалили за итальянский патриотизм, с другой — дали ему небольшой срок в тюрьме.
В конце концов, 4 января 1914 года картина (после выставок по итальянским городам) вернулась в Париж. На протяжении этого времени «Мона Лиза» не сходила с обложек газет и журналов всего мира, а также почтовых открыток, поэтому неудивительно, что «Мону Лизу» копировали чаще всех других картин. Картина стала объектом поклонения как шедевр мировой классики. Козлов пишет: "Пресса разыграла грандиозный спектакль «Возвращение „Моны Лизы“». Второй раз за три года картина оказалась героиней мировой сенсации. (…) После кражи и возвращения картина окончательно превратилась в символ искусства, стала звездой, популярнее киноактрис и оперных примадонн. Кухарки и прачки наклеивали вырезки из газет на стены своих комнат. А когда для фабричных рабочих организовывали специальные вечерние экскурсии, они не желали смотреть ничего, кроме «Моны Лизы». В среде интеллигенции возникла даже реакция отторжения Джоконды — любимицы толпы".
Современник её приключения критик Абрам Эфрос писал: «…музейный сторож, не отходящий ныне ни на шаг от картины, со времени её возвращения в Лувр после похищения 1911 году, сторожит не портрет супруги Франческо дель Джокондо, а изображение какого-то получеловеческого, полузмеиного существа, не то улыбающегося, не то хмурого, господствующего над охладевшим, голым, утёсистым пространством, раскинувшимся за спиной».

### Вандализм
- В 1956 году нижняя часть картины была повреждена, когда один из посетителей облил её кислотой.
- 30 декабря 1956 года молодой боливиец Уго Унгаза Вильегас бросил в неё камень и повредил красочный слой у локтя (утрата позднее была записана). После этого «Мону Лизу» защитили пуленепробиваемым стеклом, что обезопасило её от дальнейших серьёзных атак.
- В апреле 1974 года на выставке в Токио женщина, расстроенная политикой музея в отношении инвалидов (которых не пускали на выставку, чтобы увеличить пропускную способность зала), попыталась распылить из баллончика красную краску.
- 2 апреля 2009 года россиянка, не получившая французского гражданства, запустила в стекло глиняной чашкой.
- 29 мая 2022 года мужчина на инвалидной коляске бросил в стекло тортом.
- 28 января 2024 года две женщины-экоактивисты проникли в Лувр и облили «Мону Лизу» супом[26]. Четыре последних случая вандализма не нанесли картине никакого вреда, так как она находится за бронированным стеклом.

## В культуре
Скоро уж четыре столетия, как Мона Лиза лишает здравого рассудка всех, кто, вдоволь насмотревшись, начинает толковать о ней.
— Грюйе, конец XIX века

### Влияние на искусство модернизма
Полотно неоднократно цитировалось и интерпретировалось в XX веке, одним из излюбленных художественных методов мастеров которого является интертекстуальность.
Одним из первых был Казимир Малевич, который в 1914 году написал «Композицию с Моной Лизой».
Дадаист Марсель Дюшан в 1919 году создал знаковое для последующих произведений художников произведение «L.H.O.O.Q.», которое представляло собой репродукцию знаменитого полотна с пририсованными усами. Аналогичным образом Сальвадор Дали в 1964 году написал «Автопортрет в образе Моны Лизы».
Фернан Леже в 1930 году создал «Мону Лизу с ключами». Рене Магритт в 1960 году создал картину «La Gioconda», где нет Моны Лизы, а есть окно. Энди Уорхол в 1963 и 1978 сделал композицию «Четыре Моны Лизы» и «Thirty Are Better Than One Andy Warhol» (1963), «Mona Lisa (Two Times)» (1980). Представитель фигуративного искусства Фернандо Ботеро в 1959 году написал «Mona Lisa, Age Twelve», а в 1963 году создал изображение Моны Лизы в свойственной ему манере, преувеличивающей её вес. Джаспер Джонс в 1968 использовал её образ для «Figure 7». Leonardo Bezzola в 1976 году изобразил её в мужском костюме и шляпе. Роберт Раушенберг в 1982 году создал «Pneumonia Lisa».
Знаменитый граффитчик Бэнкси создал рисунок Моны Лизы изображённой во весь рост, поворачивающейся спиной к зрителю, поднимающей подол и показывающей голую попу. Ему же принадлежит «Mona Lisa Mujaheddin» — Джоконда с гранатомётом.

### Прочее
- В её честь назван кратер Мона Лиза на Венере.

Музыка:
- Песня «Про любовь в эпоху Возрождения» Владимира Высоцкого посвящена шуточной версии истории написания картины и причине улыбки Моны Лизы[27].

Литература:
- Краже Моны Лизы посвящена новелла Георга Гейма «Вор» (1911), давшая название одноимённому сборнику рассказов.
- Владимир Маяковский, «Облако в штанах»: «…вы — Джиоконда, которую надо украсть! И украли» (написано под свежим впечатлением от похищения и возвращения картины).
- Дмитрий Мережковский. Книга «Воскресшие боги»: её 14-я книга носит название «Мона Лиза Джоконда» и посвящена этой теме.
- Олдос Хаксли. Роман «Улыбка Джоконды» — на неё очень похожа героиня, с которой всё время сравнивает её автор.
- Рэй Брэдбери, рассказ «Улыбка». Вандалы выродившегося будущего дерут картину на части, и герою удаётся спасти только улыбку, которую он и прячет.
- Боб Шоу, рассказ «Шутка Джоконды»: в недалёком будущем с помощью телепата удаётся разрешить загадку появления «обнажённых Джоконд».
- В романе Дэна Брауна и одноимённом фильме «Код да Винчи» (реж. Рон Ховард) ключ к решению загадки лежит через знаменитые работы Леонардо, в том числе и «Мону Лизу».

Кинематограф и телевидение:
- Французский немой драматический фильм 1912 года «Трагическая любовь Моны Лизы» (фр. Le tragique amour de Mona Lisa) режиссёра Альбера Капеллани[28].
- Французская короткометражная комедия 1958 года «Джоконда: История наваждения» (фр. La Joconde: Histoire d'une obsession) режиссёра Анри Грюэля[фр.])[29][30].
- Итало-французская комедия 1966 года «Украли Джоконду» (итал. Ladro della Gioconda, Il, фр. On a volé la Joconde) режиссёра Мишеля Девиля[31].
- Франко-итальянский приключенческий ТВ-фильм 2006 года «Украсть Джоконду» (итал. L'uomo che rubò la Gioconda, англ. Stealing the Mona Lisa) режиссёра Фабрицио Коста (итал. Fabrizio Costa)[32][33].
- Ключевой эпизод советского фильма «Сто дней после детства» строится на том, что во время вечернего мероприятия в пионерском лагере рассматривают репродукцию «Джоконды».
- В фильме «Достать ножи: Стеклянная луковица» (2022) картина фигурирует в качестве предмета искусства, который миллиардер взял на время у правительства Франции, которому он сделал крупный денежный заём.

## Документалистика
- Двухсерийный документальный фильм. ООО «Студия-А» по заказу ВГТРК. 2018 г (8 сентября 2018). Дело о другой Джоконде.  80 мин. Россия-Культура. {{cite episode}}: |series= пропущен или пуст (справка)